# NGC 749
NGC 749 (również PGC 7191) – galaktyka spiralna z poprzeczką (SB0-a), znajdująca się w gwiazdozbiorze Pieca. Została odkryta 27 września 1834 roku przez Johna Herschela.
W galaktyce tej zaobserwowano supernową SN 2001dm.